# Bang-A-Boomerang
Bang-A-Boomerang ist ein Lied der schwedischen Popgruppe ABBA. Es wurde im Jahr 1974 von Benny Andersson, Stig Anderson und Björn Ulveaus geschrieben und 1975 auf dem dritten Album der Gruppe, ABBA, veröffentlicht.

## Entstehungsgeschichte

### Erste Aufnahmen im Jahr 1974
Bereits im September 1974 nahm ABBA das Lied Bang-A-Boomerang unter dem Arbeitstitel Stop And Listen To Your Heart auf. Diese langsamere Version wurde jedoch wieder verworfen, weil Benny und Björn sich mit diesen Aufnahmen nicht zufriedengaben.

### Bang en Boomerang
Als Ende 1974 der Grand Prix de la Chanson für das Jahr 1975 anstand, wurden Benny und Björn dazu eingeladen, ein Lied für das Melodifestivalen 1975 einzureichen, jedoch wollten sie mit ABBA nicht ein weiteres Mal an diesem Wettbewerb teilnehmen, da sie bereits im Vorjahr mit Waterloo den Sieg für den Grand Prix (heute Eurovision Song Contest) holten. Somit übergaben sie Bang-A-Boomerang an die Newcomer-Gruppe Svenne & Lotta, welche mit einer von Stig Anderson verfassten, schwedischen Version des Liedes namens Bang en Boomerang an den Vorentscheidungen teilnehmen. Das Duo erreichte bei diesen den dritten Platz und schied somit für den Grand Prix de la Chanson 1975 aus.

### Finale Aufnahmen
Schließlich vollendeten ABBA ihr Werk im Januar 1975, dabei wurde ausschließlich ein englischer Liedtext von Agnetha Fältskog und Anni-Frid Lyngstad aufgenommen und mit dem Backing-Track von Bang en Boomerang abgemischt.

## Veröffentlichung
Am 21. April 1975 erfolgte die Veröffentlichung des dritten und zugleich selbst betitelten Studioalbums ABBA, auf dem Bang-A-Boomerang der sechste Titel ist, zudem wurde das Lied auf dem ersten Greatest-Hits-Album der Gruppe veröffentlicht.

## Musikvideo
Ende April 1975 drehten ABBA unter der Regie von Lasse Hallström ein Musikvideo zu Bang-A-Boomerang sowie zu SOS, Mamma Mia und I Do, I Do, I Do, I Do, I Do. Diese Promotion-Clips dienten dazu, ständiges Touren der Gruppe zu verhindern, anstelle dessen schickte die Gruppe ihre Videos umher und bewarb ihre Musik, gleichzeitig konnte sie sich der Studioarbeit widmen.